# ジェームス・カーティス・ヘボン

ヘボンの胸像（明治学院大学）

ジェームス・カーティス・ヘボン（英語: James Curtis Hepburn、1815年3月13日 - 1911年9月21日）は、米国長老派教会の医療伝道宣教師、医師。
幕末に訪日し、横浜で医療活動に従事。牧師として聖書の日本語訳に携わった。
初の和英辞典『和英語林集成』を編纂し、それによりヘボン式ローマ字を広めた人物としても知られ、英学の進展に大きく寄与した。東京で明治学院（現在の明治学院高等学校・明治学院大学）を創設して初代総理に就任するなど、高等教育にも貢献した。
姓の「ヘボン」は原語の発音を重視した仮名表記とされており、本人が日本における名義として用いたことで彼固有の表記として定着したものだが、Hepburn 全般の音訳としては「ヘプバーン」「ヘップバーン」が普及したことから、彼の姓もそれに従って表記される場合がある。

## 生涯

### 前半生
1815年、アメリカ合衆国ペンシルベニア州ミルトンに、サムエル・ヘップバーンの長男として生まれる。ヘボンの家系は、遠くはスコットランドのボスウェル伯に連なるといい、1773年に曽祖父のサムエル・ヘップバーン（ヘボンの父と同名）がイギリス国教による長老派迫害を逃れてアメリカへ渡った。サムエルの後は、子ジェームス、孫サムエルと続く。
1832年、プリンストン大学を卒業し、ペンシルベニア大学医科に入学。1836年にペンシルベニア大学を卒業し、医学博士(M.D.)の学位を取得した。
1840年、クララ・メアリー・リート(Clara Mary Leete,1818-1906)と結婚。
1841年3月15日、ボストンを出航。7月にシンガポールに到着。
1843年、マカオを経由して廈門に到着。
1845年11月13日、廈門を出発。1846年、ニューヨークに到着して病院を開業した。

### 日本での活動

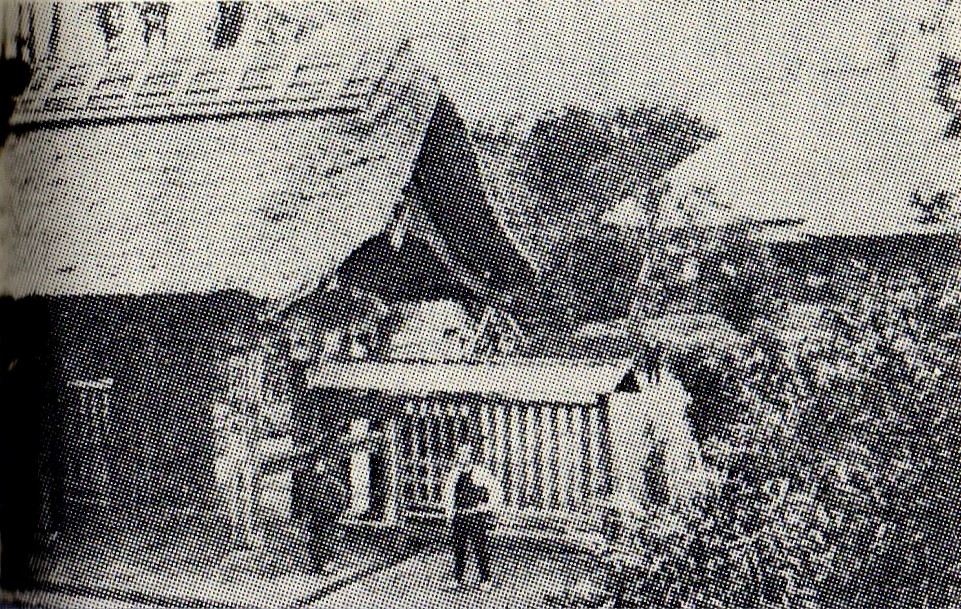
ヘボンが最初に滞在した横浜の成仏寺

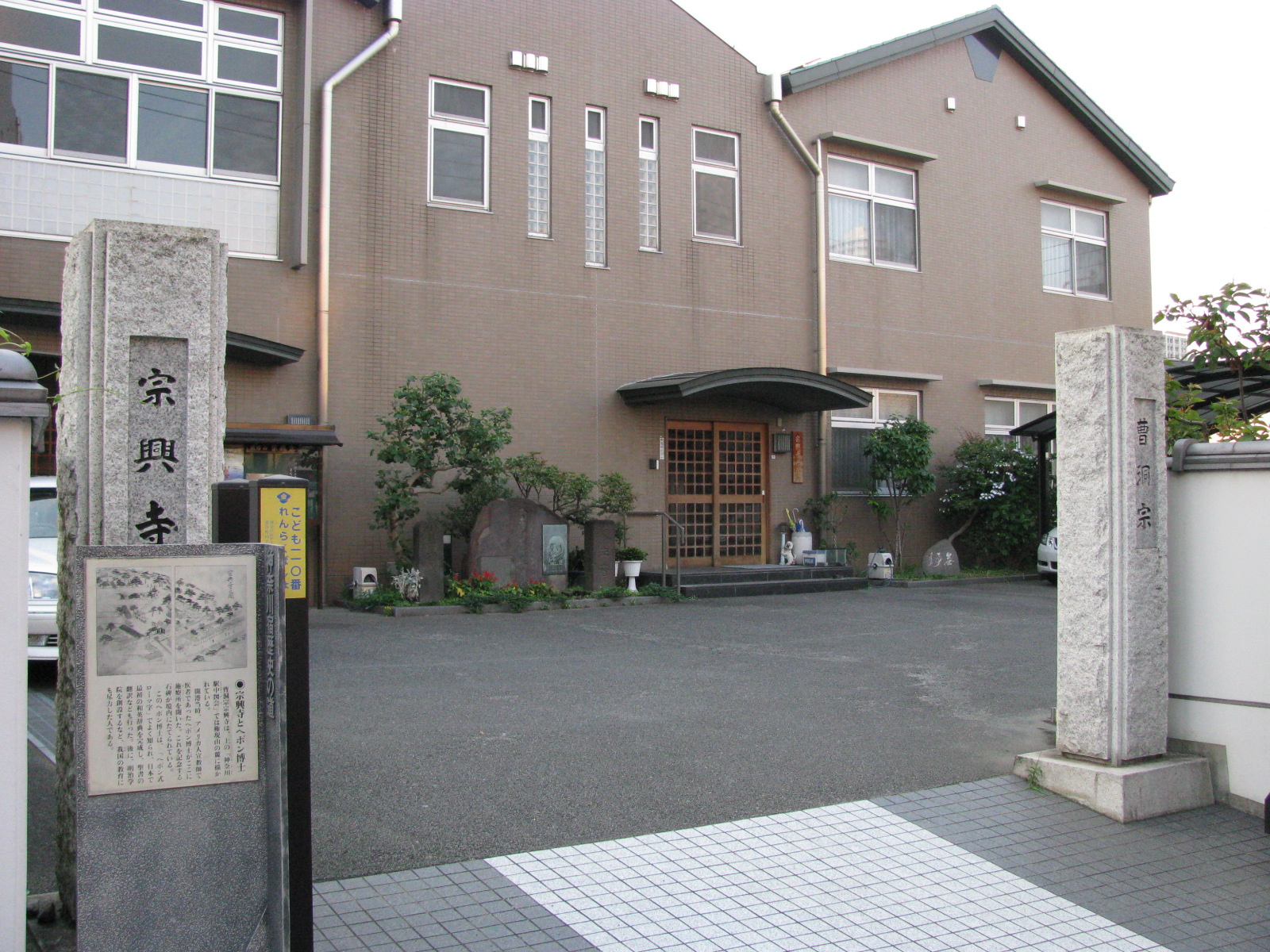
施療所を開いた宗興寺
（中央に記念碑がある）

1859年（安政6年）4月24日、北アメリカ長老教会の宣教医として、同じ志を持つ妻クララと共にニューヨークを出発。香港、上海、長崎を経由し、1859年10月17日（安政6年9月22日）に横浜に到着した。神奈川宿（現・横浜市神奈川区）の成仏寺本堂に住まいを定め、川向こうの宗興寺に神奈川施療所を設けて医療活動を開始。ここから横浜近代医学の歴史が始まったといわれる。
1860年（万延元年）、フランシス・ホール、デュアン・シモンズ博士夫妻らと神奈川宿近くの東海道で大名行列を見物。尾張徳川家の行列の先触れにひざまずくよう命じられたがヘボンとホールは従わず、立ったまま行列を凝視したため、尾張藩主（年代的には徳川茂徳）もヘボンらの前で駕籠を止めオペラグラスでヘボンらを観察するなど張り詰めた空気が流れたが、数分後尾張侯の行列は何事もなく出発し、事なきを得た。
1862年9月14日（文久2年8月21日）に発生した生麦事件では、負傷者の治療にあたった。
1863年（文久3年）、横浜居留地に男女共学のヘボン塾を開設。また、この年には箕作秋坪の紹介で眼病を患った岸田吟香を治療した。この縁で、当時手がけていた『和英語林集成』を岸田吟香が手伝うようになる。1866年、『和英語林集成』の印刷のため、岸田吟香と共に上海へ渡航した。
1867年（慶応3年）、三代目沢村田之助の左足切断手術を行う。この年に、日本初の和英辞典である『和英語林集成』を出版。
1872年（明治5年）、横浜の自宅で第一回在日宣教師会議を開催、同僚の宣教師らと福音書の翻訳を開始。
1874年（明治7年）9月、横浜に横浜第一長老公会（現在の横浜指路教会）をヘンリー・ルーミスを牧師として建てる。
1880年（明治13年）頃、新約聖書の和訳を完成。
1886年（明治19年）、『和英語林集成』第3版を出版。
1887年（明治20年）、明治学院（現・明治学院高等学校・同大学）を設立、明治学院初代総理に就任した。
1892年（明治25年）、『聖書辞典』を山本秀煌と編纂。10月22日、妻の病気を理由に離日。

### 晩年

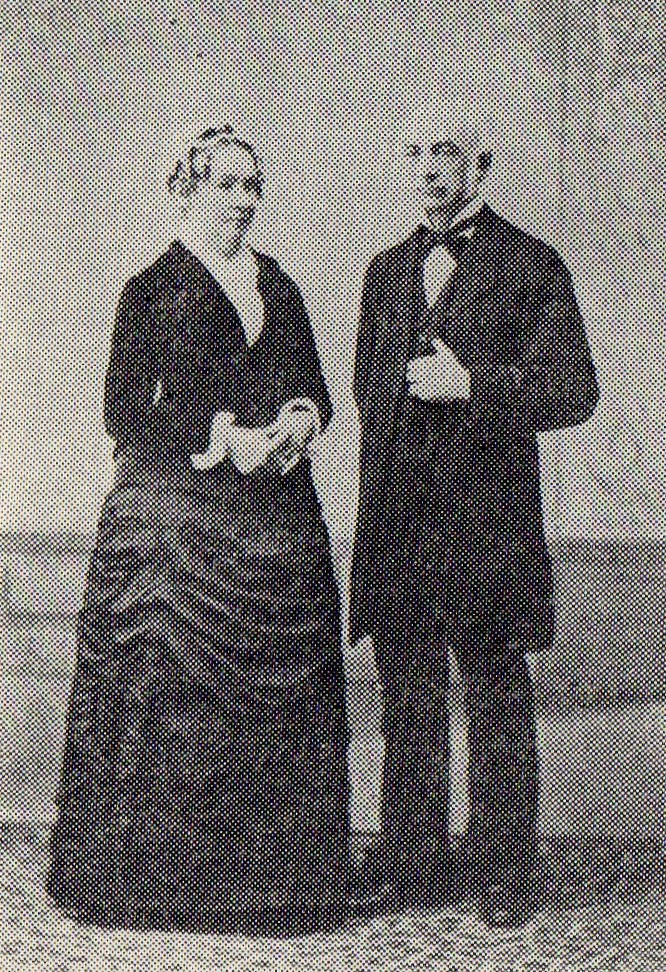
1890年横浜で撮影されたヘボン夫妻の金婚式の記念写真

1893年（明治26年）、ニュージャージー州イーストオレンジに居を構える。
1905年（明治38年）3月13日、日本文化の進歩への功績が認められ、勲三等旭日章が贈られた。
1911年（明治44年）、病没。

## 名前の表記について

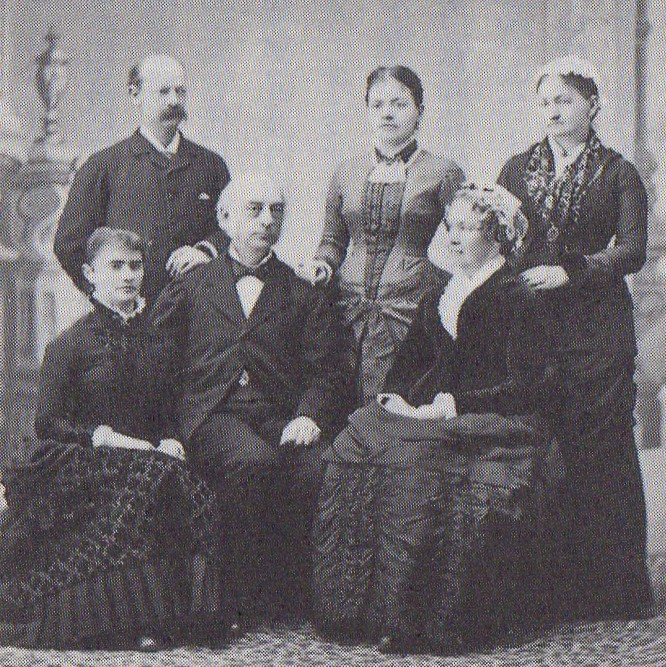
ヘボンとその家族の集合写真

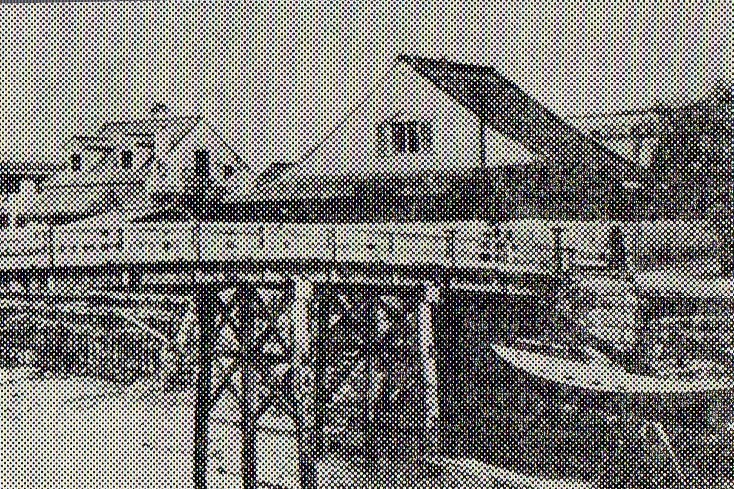
横浜居留地のヘボンの家

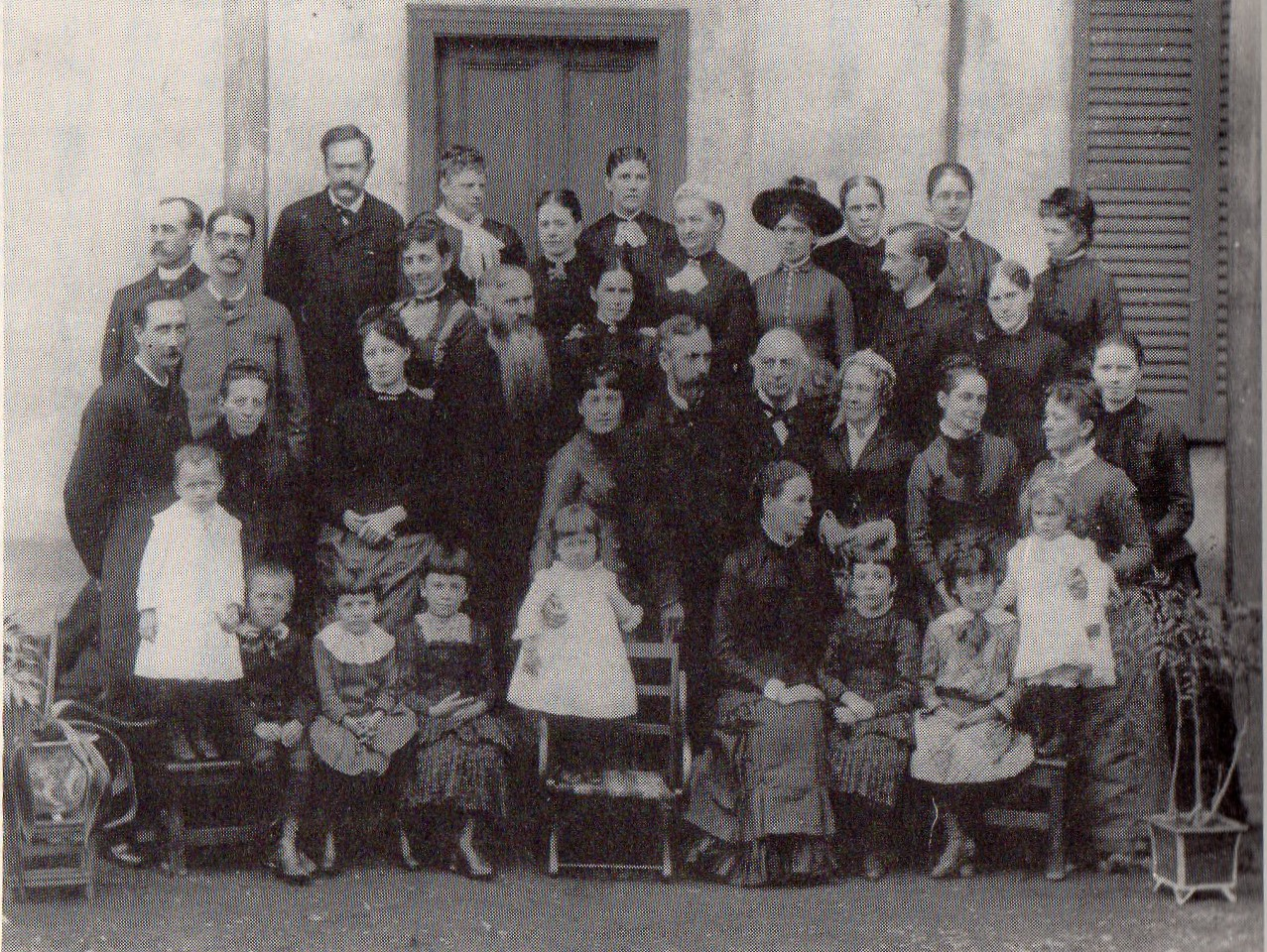
1880年代半ばの、アメリカ合衆国長老教会東京ミッションのメンバーの家族の集合写真

### 「ヘボン」という姓
Hepburn という姓は、HebronまたはHebburnという町に由来する。この姓は「ヘプバーン」「ヘップバーン」とも転記される（女優のキャサリン・ヘプバーンやオードリー・ヘプバーンも、同じ Hepburn 姓である）が、本項の James Curtis Hepburn は日本の信徒向けに自ら「ヘボン」と称した（他に「平文」の表記を使用していた）。望月洋子『ヘボンの生涯と日本語』によれば、彼はテノールのよく響く声で、自ら「ヘボンでござります」と名乗っていた、という記述がある。こうしたことから、James Curtis Hepburnが創設したり、創立に深く関わった学校や教会は現在でも「ヘボン」表記を大事に伝えている。

### 名の表記
一方、"James Curtis" の発音・表記は、変遷し、混乱してきたと思われる。Jamesについてはジェームズを、Curtisについてはカーチスを参照のこと。

## ヘボンと日本語

### ヘボンの日本語学習
1841年、シンガポール滞在中にカール・ギュツラフ訳の日本語訳聖書『約翰福音之伝（ヨハネふくいんのでん）』を手に入れた。日本への宣教に向かう1859年の航海中に、『日本語文法書』とともに『約翰福音之伝』を利用し日本語を学習した。マカオではサミュエル・ウィリアムズ宅に滞在して簡単な日本語を習った。来日後、「コレハナンデスカ？」と聞いてまわり、メモを取ったという。長崎では数度上陸し、かなり多く英語と日本語を対照してことばをあつめ、ちょっとした会話は出来るがまだ貧弱だ、としている。
1881年（明治14年）の時点では、頼山陽『日本外史』の大部分を原文読解していた。

### 聖書翻訳・和英辞典・ヘボン式ローマ字
1867年（慶応3年）、日本最初の和英辞典である『和英語林集成』を編纂・出版。初版の出版名義は「美国 平文」（3版から国名表記は「米國（米国）」に変わった）。1886年（明治19年）に『和英語林集成』第3版を出版。当時、版権の所有は外国人に認められていなかったために丸善に譲渡。利益は後に明治学院へ寄付された。
『和英語林集成』では、日本語を転写する方法として英語式の転写法を採用した。第3版まで改正に努め、辞典の普及に伴い、ヘボン式ローマ字の名で知られるようになった。

## ヘボンと医学

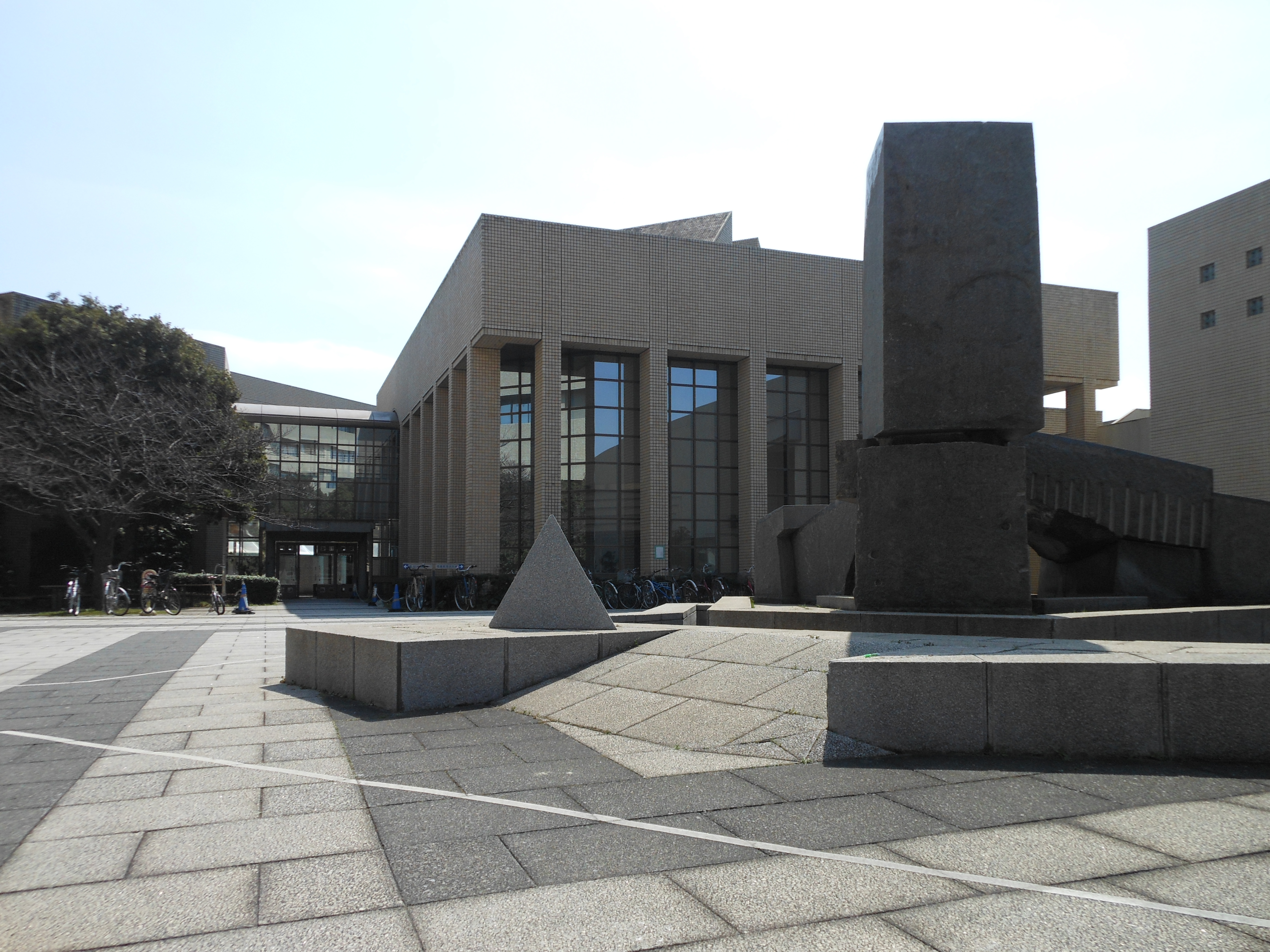
横浜市立大学医学部ヘボンホール

宣教師デュアン・シモンズと共に、横浜の近代医学の基礎を築いたといわれる。
日本に来て、医療を武器に信用を獲得していった。専門は脳外科であったが、当時眼病が多かった日本で名声を博したという。横浜の近代医学の歴史はヘボン診療所によって始まったといわれる。日本人の弟子を取って教育していたが、奉行所の嫌がらせもあり、診療所は閉鎖になった。博士のラウリー博士宛ての手紙によると、計3500人の患者に処方箋を書き、瘢痕性内反の手術30回、翼状片の手術3回、眼球摘出1回、脳水腫の手術5回、背中のおでき切開1回、白内障の手術13回、痔ろうの手術6回、直腸炎1回、チフスの治療3回を行った。白内障の手術も1回を除いて皆うまくいったという（1861年9月8日の手紙）。また、名優澤村田之助の脱疽を起こした足を切断する手術もしている。その時は麻酔剤を使っている。一度目の手術は慶応3年（1867年）であるが、その後も脱疽の進展にともない切断を行っている（横浜毎日新聞1874,6,11日付）。専門が脳外科であることを考慮すると足の切断術は見事であると荒井保男は述べている。ヘボンの弟子からは、後年に初の近代的な眼科病院を創設した丸尾興堂など、日本の医学進展に貢献した多くの人材が巣立っていった。
その功績を称え、横浜市立大学医学部には講堂「ヘボンホール」を設けている。

## ヘボンと教育
1863年（文久3年）、横浜に男女共学のヘボン塾を開設。後年に他のプロテスタント・ミッション各派学校と連携した。ヘボン塾の出身者には、高橋是清、林董、益田孝など明治期日本で活躍した多くの人材がいる。ヘボン塾の女子部は、1871年（明治4年）に同僚の宣教師メアリー・キダーによって洋学塾として独立、後にフェリス女学院の母体となる。
1887年（明治20年）、ヘボン塾をはじめとする学校を統合し、私財を投じて東京都港区白金の地に明治学院（現・明治学院高等学校・同大学）を設立。明治学院初代総理に就任した。

## 登場作品

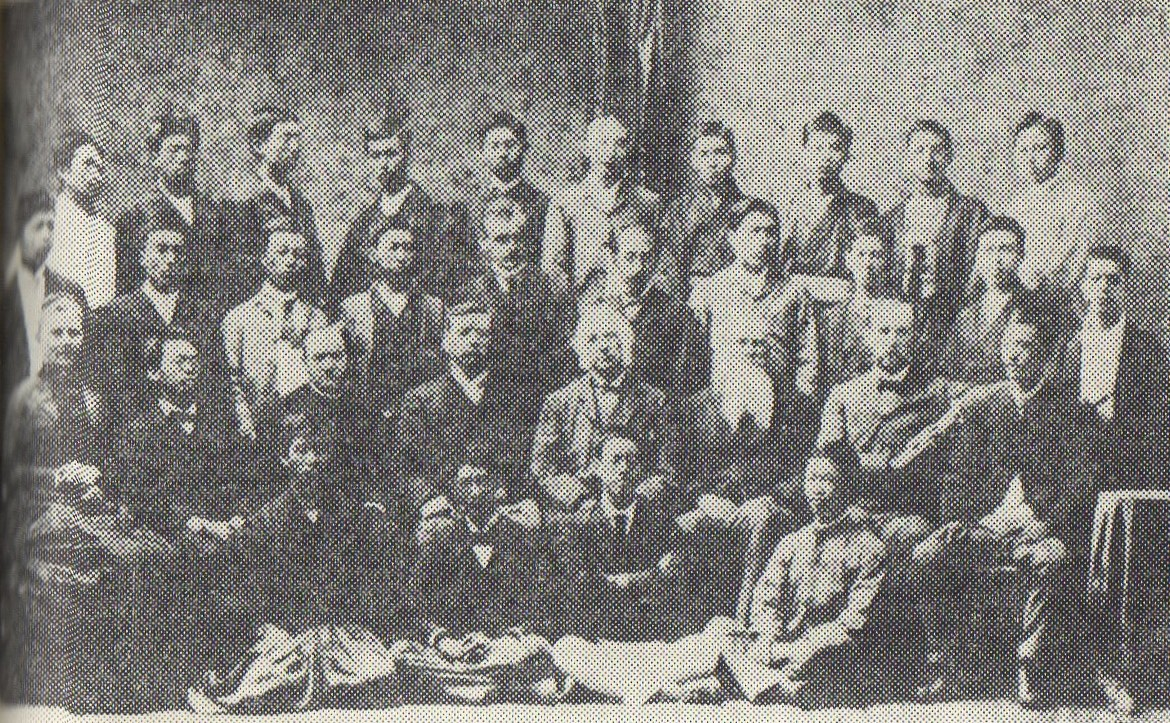
明治学院24年度(1891年)卒業写真、ヘボンを卒業生が囲んでいる。

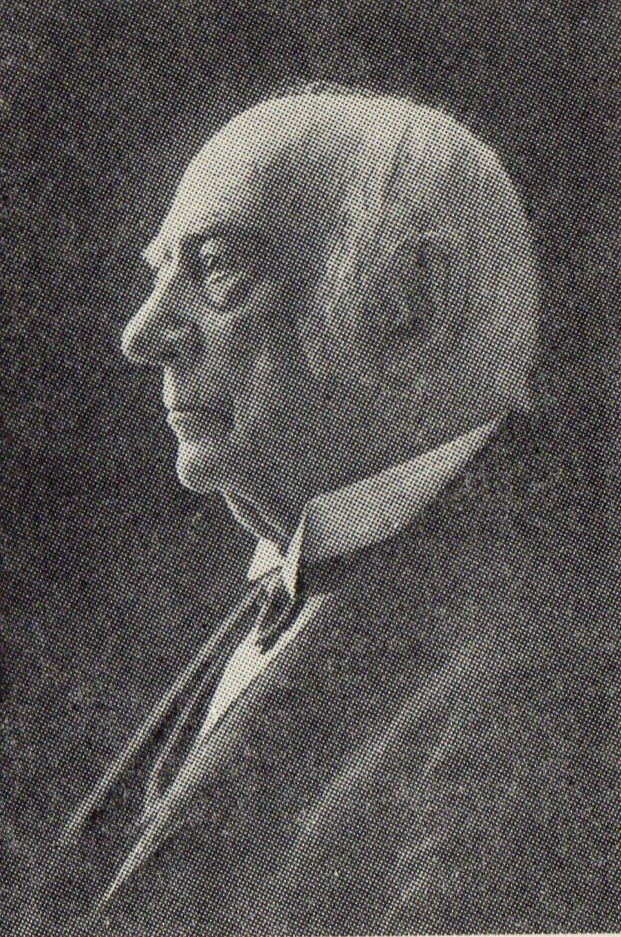
1910年米国でのヘボン(96歳)

- 村上もとか『JIN-仁-』-21世紀からタイムスリップしてきた脳外科医の南方仁がヘボンに会い英語で会話する。
- 大西晴樹 『ヘボンさんと日本の開化』 NHK出版、2014年9月。ISBN 9784149108759。下記の放送テキスト
  - 『NHKカルチャーラジオ歴史再発見－大西晴樹「ヘボンさんと日本の開化」』日本放送協会、2014年10月-12月
- 子母沢寛 『ICHI』―主人公・市の護衛対象として登場。彼女の身を案じて付き添いの十馬から離れるよう諭している。
- 佐々大河 『ふしぎの国のバード 』主人公イザベラ・バード の旅をサポートしてくれる。

## 明治期の刊行
- D.B.マカルティー 著、J.C.ヘボン 訳『真理易知』1867年。NDLJP:824666、全国書誌番号:40049963。
- J.C.ヘボン 編、奥野昌綱 訳『さいはひのおとずれ わらべてびきのとひこたへ』大和屋誠太郎、1873年。全国書誌番号:20953521。
- 平文・山本秀煌 編『聖書辞典』基督教書類会社、1892年。NDLJP:983453、全国書誌番号:43048211。
- ヘボン『脩心論』基督教書類会社、1895年。

## 刊行文献
- 『聖書辞典』博士平文・山本秀煌編纂（上記の複製版）、ノーベル書房、1979年、652頁。全国書誌番号:81003321。
- 『元始（はじめ）に言霊あり　新約聖書約翰傳全〈現代版〉－禁教下の和訳聖書ヨハネ伝』久米三千雄 編・解説（S.R.ブラウン・奥野昌綱との共著）、キリスト新聞社、2015年11月、144頁。ISBN 9784873956794。
- 『ヘボン在日書簡全集』高谷道男・有地美子訳、岡部一興解説、教文館、2009年10月、515頁。ISBN 978-4764273016。「ヘボン書簡集」を大幅に増補
- グリフィス、ウイリアム・エリオット『ヘボン --- 同時代人の見た』佐々木晃訳・解説、教文館、1991年（原著1913年）、256頁。ISBN 9784764262768。
- 山本秀煌『新日本の開拓者 ゼー・シー・ヘボン博士』聚芳閣、1926年。NDLJP:1874776、全国書誌番号:53014753。
- 關根文之助『ヘボン博士 日本文明の父』香柏書房、1949年。全国書誌番号:49008609、NCID BA30257327。
- 高谷道男『ドクトル・ヘボン』（復刻版、遠藤興一解説（初版・牧野書店、1954年））大空社〈伝記叢書〉、1989年、454頁。ISBN 9784872363685。
- 石川潔『ドクトル・ヘボン関連年表 1815.3.13～1911.9.27（ヘボンの誕生からヘボンの葬儀、追悼会の日まで）』石川潔、1999年。全国書誌番号:20002663、NCID BA44519771。
- 村上文昭『ヘボン物語 --- 明治文化の中のヘボン像』教文館、2003年11月、295頁。ISBN 9784764299269。

以下は和英語林
- J.C.ヘボン『和英語林集成 第三版』松村明解説（複製版）、講談社、1974年、新版1984年（原著1886年）、989頁。全国書誌番号:75027316。
  - J・C・ヘボン『和英語林集成』松村明解説（文庫複製）、講談社学術文庫、1980年、新版1989年、989頁。ISBN 9784061584778。
- 『和英語林集成 第三版 訳語総索引』 山口豊編、武蔵野書院、1997年5月、302頁。
- 『和英英和語林集成 第五版』Kindle版（君見ずや出版、2016年11月）、原書は1894年刊
- ヘボン,J.C. 著、飛田良文・菊地悟 編『和英語林集成 初版 訳語総索引』笠間書院〈笠間索引叢刊〉、1996年3月、559頁。ISBN 9784305201119。
- ヘボン,J.C. 著、飛田良文、李漢燮 編『和英語林集成〈1〉: 初版・再版・三版対照総索引』港の人、2000年。ISBN 4896290402。
- ヘボン,J.C. 著、飛田良文、李漢燮 編『和英語林集成〈2〉: 初版・再版・三版対照総索引』港の人、2000年。ISBN 4896290410。
- ヘボン,J.C. 著、飛田良文、李漢燮 編『和英語林集成〈3〉: 初版・再版・三版対照総索引』港の人、2000年。ISBN 4896290429。
- 岩堀行宏『英和・和英辞典の誕生　日欧言語文化交流史』（第7章 ドクトル・ヘボンの和英大辞典）図書出版社、1995年4月、332頁。ISBN 9784-809905179。
- 木村一 『和英語林集成の研究』 明治書院、2015年2月、529頁。

### 伝記（一般向け）
- 高谷道男『ヘボン』（新装版）吉川弘文館〈人物叢書〉、1986年8月（原著1961年3月）、231頁。ISBN 9784642050531。
- 内藤誠『ヘボン博士のカクテル・パーティー』（第1章 ドクトル・ヘボンきたる）講談社、1993年11月、258頁。ISBN 9784062063142。
- 伊藤信夫『横浜随想 算学者・伊藤佐一親子とドクトル・ヘボンの交遊譚話』新読書社、2002年3月、220頁。ISBN 9784788091177。
- 丸山健夫『ペリーとヘボンと横浜開港－情報学から見た幕末』（第3章 ヘボンの辞書が文化を運ぶ）臨川書店、2009年10月、263頁。ISBN 9784653040354。
- 岡部一興『ヘボン伝　和英辞典・聖書翻訳・西洋医学の父』有隣堂〈有隣新書〉、2023年、222頁。ISBN 4896602439。